# Ташбулатовська сільська рада
Ташбула́товська сільська рада (рос. Ташбулатовский сельский совет) — муніципальне утворення у складі Абзеліловського району Башкортостану, Росія. Адміністративний центр — село Ташбулатово.

## Населення
Населення — 3928 осіб (2019, 3794 в 2010, 3412 в 2002).

## Склад
До складу поселення входять такі населені пункти:
| Населений пункт             | Населення, осіб (2002) | Населення, осіб (2010) |
| --------------------------- | ---------------------- | ---------------------- |
| Аюсазово, присілок          | 183                    | 205                    |
| Біккулово, присілок         | 240                    | 292                    |
| Геологорозвідка, присілок   | 298                    | 350                    |
| Зелена Поляна, присілок     | 155                    | 136                    |
| Кусімово, присілок          | 309                    | 419                    |
| Кусімовського рудника, село | 352                    | 342                    |
| Ніязгулово, присілок        | 186                    | 168                    |
| Ташбулатово, село           | 1048                   | 1277                   |
| Теляшево, присілок          | 112                    | 105                    |
| Улянди, присілок            | 90                     | 82                     |
| Якти-Куль, присілок         | 439                    | 418                    |